# “钟郝遗徽”石亭
29°28′56″N 121°52′34″E / 29.482285°N 121.876005°E
“钟郝遗徽”石亭是中华人民共和国浙江省象山县一处碑亭，位于晓塘乡月楼岙村村北。石亭为庄耀亭妻黄氏所建，功能类似节孝牌坊，外形为正方形，分为上下两层，由四柱支撑，门额刻有“钟郝遗徽”四字，亭中石碑刻有“坤德永员”四字，落款为“浙江巡抚部院、布政使司，宁波府正堂，象山县正堂所立”。
2017年，“钟郝遗徽”石亭成为浙江省文物保护单位。